# Elektronenstrahlgehärtetes Schichtstoffverfahren
Das Elektronenstrahlgehärtete Schichtstoffverfahren ist ein besonderes Verfahren, um Oberflächenstrukturen in eine Kunststofffolie zu integrieren. Es wird unter anderem bei der Laminatproduktion angewendet. Ein Dekorpapier (Kunststofffolie) wird in Acrylharzen getränkt und auf einen Träger aufgebracht. Unter Beschuss mit Elektronen wird das Acrylharz „ausgehärtet“. Die Struktur der Oberfläche ist das Ergebnis aus dem Zusammenspiel der Kunststofffolie (die sogenannte Release-Folie) und der Aushärtung des Harzes. Die Eigenschaften der entstandenen Oberfläche werden im Wesentlichen durch die Rezeptur des Acrylharzes, der Dauer und Intensität des Elektronenbeschusses bestimmt. Erst danach wird das bereits fertige Laminat mit einem duroplastischen Leim auf den Holzträger ohne Anwendung von großem Druck und Temperaturen aufgebracht.

## Verwendung
- Im Papierbeschichtungsverfahren wird ähnlich dem Dekordruck eine abschließende, schützende Lackschicht aufgetragen. Das heißt, es wird in diesem Verfahren ausschließlich mit dünnen Auftragsmengen gearbeitet. Eine Imprägnierung des Dekorpapiers mit elektronenstrahlhärtenden Harzen findet nicht statt.
- Das Plattenbeschichtungsverfahren mit anschließender Elektronenstrahlhärtung funktioniert nach dem klassischen Verfahren. Als Erstes wird ein Träger mit einem Dekorpapier beschichtet. Dann wird das Lacksystem aufgebracht und anschließend wird mittels Elektronenstrahlung die oben aufliegende Lackschicht ausgehärtet. Eine Imprägnierung des Dekorpapiers mit elektronenstrahlhärtenden Harzen findet auch in diesem Verfahren nicht statt.
- Bei dem Direktdruckverfahren wird der Plattenträger direkt mit dem Dekor bedruckt. Anschließend kann die Verschleiß- und Nutzschicht mit Lacksystemen aufgetragen werden die UV – härtend oder Lösemittel – härtend sind. Bei diesem Verfahren wird auf den Einsatz des Papiers verzichtet. Nicht unproblematisch ist die Reproduzierbarkeit der Dekore von einer Plattenlieferung zur nächsten, da die Platte normalen Schwankungen unterliegt. Dies wirkt sich auch auf die Saugfähigkeit der Platte aus. Dies wiederum führt zu notwendigen Anpassungen in dem Lackierprozess. Das Kosten-Nutzen-Verhältnis für den Verbraucher ist bei diesem Verfahren umstritten.